# Błażejów
Błażejów (przed 1935 niem. Blasdorf b. Schömberg, następnie Tannengrund) – wieś w Polsce położona w województwie dolnośląskim, w powiecie kamiennogórskim, w gminie Lubawka, u podnóża Gór Kruczych (Góry Kamienne) w Sudetach Środkowych.

## Podział administracyjny
W latach 1957–1961 w granicach osiedla Chełmsko Śląskie.
W latach 1975–1998 miejscowość administracyjnie należała do województwa jeleniogórskiego.

## Położenie
Przez miejscowość przepływa rzeka Zadrna, dopływ Bobru.

## Zabytki
- kaplica domkowa z przełomu XIX/XX w.
- kamienne figury i krzyże z XVIII w.